# Ludwig Yorck von Wartenburg

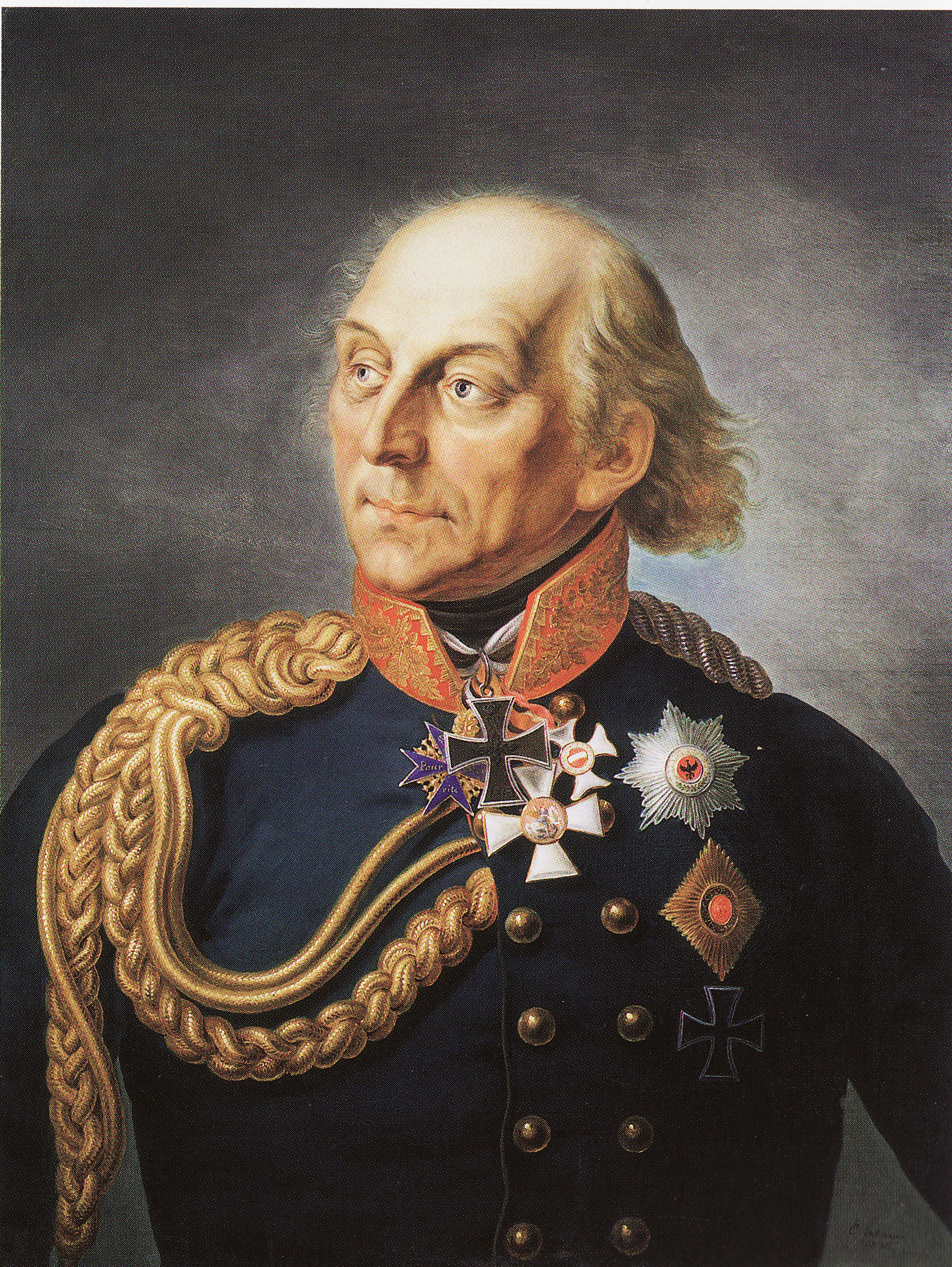
Ludwig Yorck von Wartenburg, Gemälde von Ernst Gebauer, 1835. Yorcks Unterschrift:

Johann David Ludwig von Yorck, ab 1814 Graf Yorck von Wartenburg (* 26. September 1759 in Potsdam; † 4. Oktober 1830 in Klein Öls, Provinz Schlesien) war ein preußischer Feldmarschall, Diplomat und Befreiungskämpfer. Ohne Ermächtigung des Königs Friedrich Wilhelm III. unterzeichnete er am 30. Dezember 1812 zusammen mit dem russischen General Hans Karl von Diebitsch die Konvention von Tauroggen, wodurch er die Koalition Preußens und Russlands gegen Napoleon ermöglichte. In den Schlachten an der Katzbach und bei Leipzig 1813 trug er entscheidend zum Sieg über Napoleon bei.

## Leben

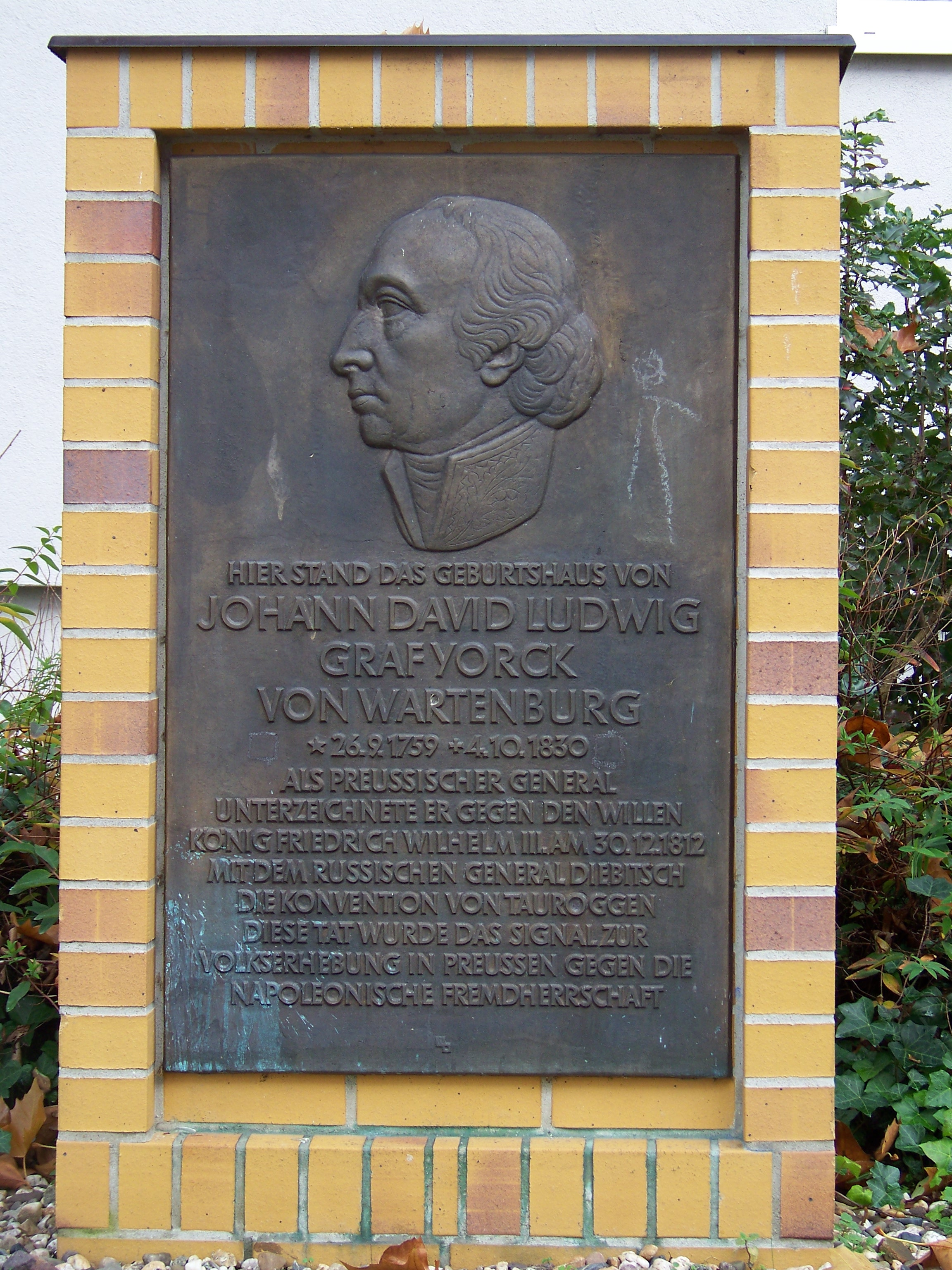
Gedenktafel an der Stelle des Yorck-Geburtshauses in Potsdam

Johann David Ludwig von Yorck, nach anderen Quellen auch Hans David Ludwig von York, wurde am 26. September 1759 als uneheliches Kind des preußischen Offiziers David Jonathan von Yorck (* 7. Juli 1721 in Rowe) und der Potsdamer Handwerkerstochter Maria Sophia Pflug geboren; seine Eltern heirateten 1763, als Yorck vier Jahre alt war. Der Vater diente im Regiment Garde, war später Kapitän und Kompaniechef im Grenadierbataillon Klingspor in Ostpreußen, Ritter des Pour le Mérite, wurde in den Schlachten bei Soor, Prag, Leuthen und Torgau jeweils schwer verwundet und 1783 nach 43-jähriger Dienstzeit invalidisiert. Sein Großvater väterlicherseits, Jan Jarka (auch: Johann Jarken, † vor 1756), aus Groß Gustkow, daher der Zusatz Gostkowski), war Pastor in Rowe. Die Wurzeln der lutherischen Familie gehen zurück auf die Kaschuben. Vermutlich hat der Großvater seinen Namen unter Verzicht auf den Namensbestandteil „von Gostkowski“ in „von Yorck“ geändert, wobei das -ski als Bezeichnung adliger Herkunft galt. Jedenfalls hießen Yorcks Vater David Jonathan und dessen Schwestern bereits „von Yorck“.
Mit 13 Jahren trat Yorck im Dezember 1772 als Gefreiterkorporal in das preußische Infanterieregiment von Borcke ein, kam im Juli 1773 zum Füsilierregiment von Luck, wo er 1775 Fähnrich und 1777 Secondeleutnant wurde. Im Januar 1780 musste er die Armee infolge einer Verurteilung zu einjähriger Festungshaft wegen Insubordination verlassen. Er hatte gegenüber seinem Vorgesetzten, Stabskapitän Raurath, der im Verdacht der Bereicherung während des vorangegangenen Bayerischen Erbfolgekrieges stand, öffentlich Verachtung gezeigt. Raurath hatte während einer Parade von einer Altardecke geredet, die er aus den Plündereien des Krieges mitgebracht hatte; diese bezeichnete Yorck als gestohlen. Nach der Haftentlassung aus der Festung Groß Friedrichsburg verweigerte ihm König Friedrich der Große die Wiedereinstellung in die Armee.
Im Juli 1781 erhielt Yorck im Regiment von Charles-Daniel de Meuron der Schweizer Truppen in niederländischen Diensten, das im Dienst der Niederländischen Ostindien-Kompanie stand, eine Kapitänsstelle. Die Truppe ging nach Kapstadt und nahm 1783/84 auf französischer Seite an dem Ostindien-Feldzug gegen die Engländer teil. Bei seiner Rückkehr nach Potsdam im Januar 1786 lehnte Friedrich eine erneute Bewerbung für den preußischen Armeedienst ab. Erst sein Nachfolger König Friedrich Wilhelm II. erteilte Yorck im Mai 1787 ein Patent als Kapitän und Kompanieinhaber. 1792 wurde er zum Major und nach dem Polenfeldzug 1794/95 zum Bataillonskommandeur ernannt, 1799 dann zum Kommandeur des Feldjägerregimentes, dessen Chef er, inzwischen im Range eines Obersts, 1805 wurde. Die rasche Karriere entsprach seinen großen Verdiensten um die Modernisierung des Schützendienstes für die zeitgenössische Kriegführung.
Am 6. Juli 1792 heiratete Yorck in Namslau Johanna Henriette Seidel (1768–1827) aus Namslau, mit der er drei Kinder hatte. Sein Sohn Ludwig Yorck von Wartenburg (1805–1865) wurde der Fideikommissherr auf Klein Öls. Die Tochter Bertha ehelichte den Kämmerer Joseph Graf von Hoverden. Der Sohn Heinrich starb im Krieg.
Seine bekanntesten Nachfahren waren die NS-Widerstandskämpfer Irene Gräfin Yorck von Wartenburg und Peter Graf Yorck von Wartenburg.

## Vierter Koalitionskrieg

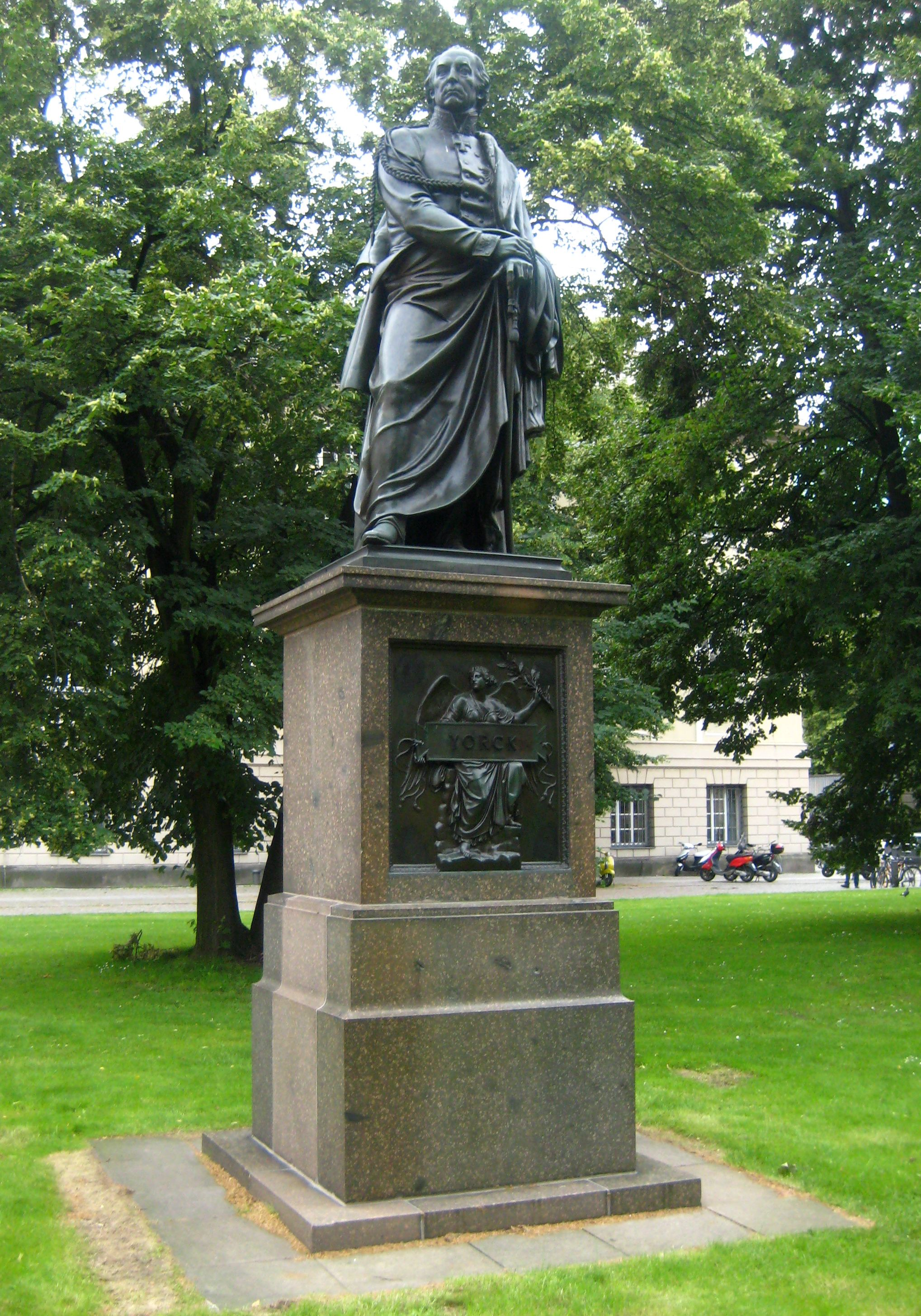
Yorck-Denkmal von Christian Daniel Rauch (1855), Berlin

Als Kommandeur der 1. leichten Brigade kommandierte Yorck im Jahre 1806 im Krieg gegen Frankreich die Vorhut des Herzogs von Weimar. Er musste sich nach der Kunde von den Katastrophen bei Jena und Auerstedt durch den Harz zurückziehen, um sich mit dem Korps Blüchers zu vereinigen.
In der Deckung des Abzuges Blüchers nach Norden über die Elbe gelang Yorck am 26. Oktober das erfolgreiche Gefecht von Altenzaun gegen die verfolgenden Franzosen. Er führte die Nachhut Blüchers, u. a. in den Gefechten bei Waren und Silz-Nossentin am 1. November 1806. In Lübeck wurde er im Straßenkampf verwundet und gefangen genommen. Im Juni 1807 gegen einen französischen Generaladjutanten ausgewechselt, wurde Yorck in Königsberg zum Generalmajor ernannt und mit dem Orden Pour le Mérite dekoriert. Er wurde nun Kommandant von Memel und Oberbefehlshaber der dortigen Truppen.
Die Niederlage gegen Frankreich stellte gleichzeitig den Untergang des bisherigen altpreußischen Staates dar. Preußen verlor 1807 im Frieden von Tilsit etwa die Hälfte seines Gebietes und musste große Kontributionszahlungen an Frankreich leisten. Diese harten Friedensbedingungen bewirkten aber auch eine Erneuerung des Staates. Mit den Reformen unter Leitung von Freiherr vom Stein, Scharnhorst und Hardenberg wurde das Staatswesen modernisiert. 1807 wurde die Leibeigenschaft der Bauern aufgehoben, 1808 die Selbstverwaltung der Städte und 1810 die Gewerbefreiheit eingeführt. Der aus Rom zurückberufene Gesandte Wilhelm von Humboldt gestaltete das Bildungswesen neu und gründete 1809 die erste Berliner Universität, die heute seinen Namen trägt.
Yorck erhielt bei der Neuorganisation des preußischen Heeres die westpreußische Brigade und 1810 die Generalinspektion der leichten Truppen, deren Ausbildung er mit Erfolg leitete. 1811 wurde er Generalgouverneur zuerst in West- und dann auch in Ostpreußen. Die begonnene Heeresreform wurde 1813 mit der Einführung der allgemeinen Wehrpflicht abgeschlossen.

## Preußen auf der Seite Napoleons

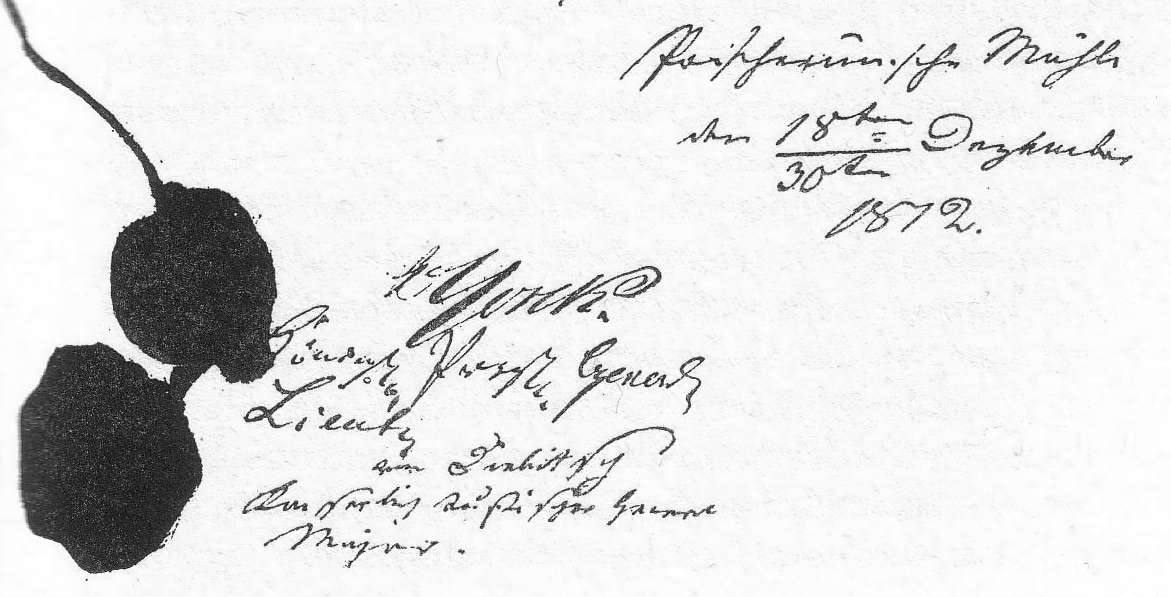
Die am 30. Dezember 1812 von Yorck und Diebitsch unterzeichnete Konvention von Tauroggen

„Als Friedrich Wilhelm III. ein Hilfscorps von 21.000 Mann an die Seite Napoleons stellen musste, verbreitete sich Hoffnungslosigkeit, und der Kampfgeist der Armee sank. Dreihundert preußische Offiziere gingen nach Spanien oder Russland, um gegen Napoleon zu kämpfen. Die preußische Einheit mit Generalleutnant Yorck und General Grawert an der Spitze marschierte am 28. Juni 1812 über Labiau und Memel nach Kurland. Im Prinzip beschränkte sich das Aktionsgebiet der Preußen auf den Raum zwischen Mitau und Riga. Yorck rief seine Soldaten dazu auf, das Land und seine Bewohner möglichst zu schonen.“

Das preußische Hilfskorps, das als Teil des 10. Armeekorps unter Macdonald an Napoleons Russlandfeldzug teilnehmen musste, „gewann im Herbst 1812 an Bedeutung für die Hauptkräfte der französischen Armee, die im Begriff war, den Rückzug aus dem winterlichen Russland zu beschleunigen.[…] Napoleon versuchte, im Oktober und November, Yorck mit Auszeichnungen, Förderungen und Geldzusagen in Form einer lebenslangen Rente zu beeinflussen. Doch nichts konnte den General bestechen.“
Yorck konnte, obwohl naturgemäß zunächst sehr skeptisch u. a. durch Clausewitz von der Gelegenheit überzeugt werden, durch eine Vereinbarung mit den ihm gegenüber liegenden russischen Truppen unter preußischen Kommandeuren eine Lösung von der napoleonischen Vorherrschaft einzuleiten. Er wurde auch von seinen Offizieren zumindest zu einer Neutralisation der Truppe gedrängt. Mehrere Ersuchen Yorcks um eine Zustimmung König Friedrich Wilhelm III. blieben ohne Antwort.

„Am Mittwoch, den 30. Dezember 1812, [unterschrieb er] die Konvention, die unter dem Namen Konvention von Tauroggen bekannt ist. Von russischer Seite wurde sie von General Diebitsch, Clausewitz und Graf Dohna unterschrieben. Der König erfuhr davon bei einem Spaziergang in der Orangerie und war zunächst außer sich vor Wut. Am 22. Januar 1813 erhielt Yorck ein Schreiben von General Bülow, der General-Gouverneur Ostpreußens war, in dem dieser sich zur politischen Perspektive eines Bundes zwischen Preußen, Österreich und Russland äußerte.“

Yorck hatte damit seinen Kopf riskiert; aber er und seine Umgebung, wie auch die russische Seite, hatten die Lage zutreffend beurteilt. Die Nachricht des Waffenstillstands zwischen Preußen und Russland löste, beginnend in Ostpreußen, eine offen ausbrechende Erhebung gegen die französische Herrschaft in Norddeutschland aus. Yorck selbst hat im Haus der Ostpreußischen Generallandschaftsdirektion durch einen Aufruf die eigenverantwortliche Aufstellung der Landwehr in Königsberg durch die ostpreußischen Stände durchgesetzt. Der König konnte sich schon im Februar der Entwicklung nicht mehr entziehen. Später prüfte eine Kommission die Konvention und sprach Yorck von allen Vorwürfen der Eigenmächtigkeit frei. Der Maler Otto Brausewetter hat den Aufruf in seinem bekanntesten Gemälde Ansprache des Grafen Yorck vor den ostpreußischen Ständen in Königsberg am 5. Februar 1813 festgehalten.
Am 17. März 1813 ritt Yorck an der Spitze seines Korps, unbeweglich starr nach vorn blickend und ohne vom frenetischen Jubel der Bevölkerung Kenntnis zu nehmen, in Berlin ein.

## Preußen auf der Seite Russlands

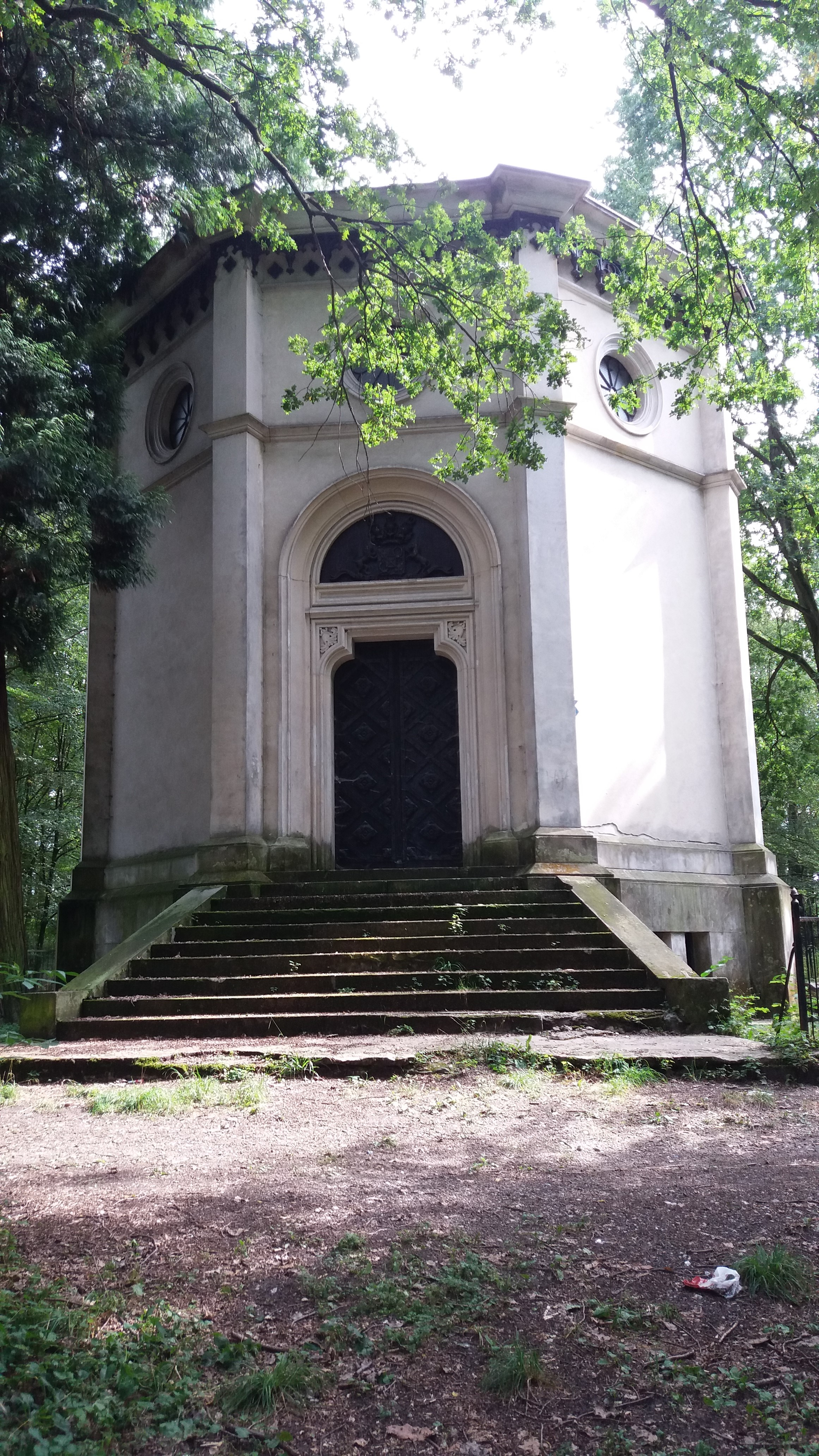
Yorck-Mausoleum in Klein Öls

Im dann beginnenden Freiheitskrieg gegen Frankreich kämpfte Yorck unter Wittgenstein in den Schlachten von Großgörschen und Bautzen. Der Schlesischen Armee unter Blücher zugeteilt, entschied er die Schlacht an der Katzbach und erkämpfte am 3. Oktober 1813 gegen Bertrand in der Schlacht bei Wartenburg den strategisch entscheidenden Elbübergang Blüchers. Ebenso blieb Yorck siegreich bei Möckern in der anschließenden Völkerschlacht bei Leipzig. Nach der Schlacht drängte er die Franzosen am 20. Oktober über die Unstrut. Am 1. Januar 1814 ging Yorck als General der Infanterie bei Kaub über den Rhein und konnte am 11. Februar ein russisches Korps bei Montmirail vor dem Untergang retten. In der Schlacht bei Laon führte am 9. März sein Angriff zum Sieg. Seine letzte Schlacht war die um Paris am 30. März. Am 31. März erhielt er das Großkreuz des Eisernen Kreuzes.
Im März 1814 erhob der König Yorck mit dem Namenszusatz „von Wartenburg“ in den Grafenstand und dotierte ihn mit der ehemaligen Malteserkommende Klein Öls. Nach der Rückkehr Napoleons von Elba erhielt Yorck das Kommando über das 5. Korps, das sich als Reserve an der Elbe sammeln sollte. Da Yorck dies als Zurücksetzung ansah, bat er um seinen Abschied, der ihm erst nach dem Frieden und nach mehrmaliger Wiederholung 1815 gewährt wurde.
Am 5. Mai 1821 wurde er zum Generalfeldmarschall ernannt. Am 4. Oktober 1830 starb Yorck auf seinem ihm vom König verliehenen, etwa 50 km südöstlich von Breslau gelegenen Gut Klein Öls im Landkreis Ohlau. Er wurde in der Familiengruft des von Karl Friedrich Schinkel entworfenen Mausoleums im Schlosspark von Klein Öls bestattet.
Yorck wird als strenger und unzugänglicher Charakter geschildert, der seine Ziele mit großer Hartnäckigkeit verfolgte. Zeitgenossen nannten ihn „einen Mann aus gehacktem Eisen“ oder den „alten Isegrimm“. Bei der Mannschaft war er wegen seines Bemühens um das Wohl der Truppe beliebt. Die schonungslose Kriegführung Blüchers und Gneisenaus lehnte er ab. Er galt als überaus eigenwilliger Truppenführer und schwieriger Befehlsempfänger. Yorck gehörte zu den bedeutendsten Feldherren der Befreiungskriege.

## Ehrungen
Das Yorck-Standbild wurde 1855 in Berlin an der Prachtstraße Unter den Linden zwischen dem Prinzessinnenpalais und dem Opernhaus errichtet, wo es mit den Standbildern für Bülow und Scharnhorst vor der Neuen Wache korrespondierte. Es war von Karl Friedrich Schinkel geplant, von Christian Daniel Rauch ausgeführt und von dem französischen Bronzegießer Claude François Lequine hergestellt worden. Die Plastik stellt den Feldmarschall in realistischer Uniform dar, den Kopf seinem Konkurrenten Blücher abgewandt, die linke Hand auf einen Säbel gestützt, die rechte Hand darauf ruhend. Auf der Vorderseite trug es die Inschrift „FRIEDRICH WILHELM IV / DEM FELDMARSCHALL / GR. YORK V. WARTENBURG / IM IAHRE MDCCCLV“; sie wurde 1951 zerstört und 1963 durch „YORCK“ ersetzt. Das Standbild wurde zusammen mit den Standbildern für Blücher und Gneisenau 1951 entfernt und 1963 etwa 50 Meter weiter südlich auf den Bebelplatz versetzt. Über eine Wiederaufstellung am ursprünglichen Ort Unter den Linden wird immer wieder diskutiert.
Nach Ludwig Yorck von Wartenburg wurden unter anderem Kasernen, Schiffe, Straßen, Plätze und der als Traditionsmarsch des Wachbataillons dienende Yorcksche Marsch Ludwig van Beethovens benannt.

## Film
UFA-Film (1931): Yorck. Regie: Gustav Ucicky. Darsteller: Werner Krauß als General Yorck von Wartenberg, Rudolf Forster als König Friedrich Wilhelm III von Preußen, Gustaf Gründgens als Karl August Fürst von Hardenberg.